# Becky Edwards
Rebecca Ladia Edwards (* 22. Mai 1988 in Downingtown, Pennsylvania) ist eine US-amerikanische Fußballspielerin.

## Karriere
Edwards wurde beim Entry Draft zur Saison 2010 der WPS an zwölfter Stelle vom FC Gold Pride verpflichtet und konnte dort am Ende der Saison die Meisterschaft feiern. Auch ihre nächste Saison, diesmal bei Western New York Flash, endete für sie mit dem WPS-Titel. Anschließend spielte Edwards von 2011 bis 2012 zuerst beim Hammarby IF sowie nach deren Abstieg beim Kristianstads DFF in der schwedischen Damallsvenskan.
Anfang 2013 wurde sie als sogenannter Free Agent für die neugegründete NWSL von Portland verpflichtet. Ihr Ligadebüt gab Edwards am 13. April 2013 gegen den FC Kansas City. Am 13. Juni 2013 zog sie sich im Training einen Kreuzbandriss zu, aufgrund dessen sie für den Rest der Saison ausfiel. Zuvor hatte Edwards in allen zehn Partien der Thorns über die volle Spielzeit auf dem Platz gestanden. Zur Saison 2014 wechselte sie im Rahmen des Expansion Drafts 2014 zum neugegründeten Ligakonkurrenten Houston Dash. Nach einer erneuten kurzzeitigen Ausleihe zum Kristianstads DFF im Herbst 2014 kehrte sie zur Saison 2015 in die USA zurück und schloss sich gemeinsam mit ihrer Teamkollegin Whitney Engen der NWSL-Franchise der Western New York Flash an. Abermals nach nur einer Spielzeit wechselte Edwards weiter zum Liganeuling Orlando Pride und beendete nach Verpassen der Playoffs zum Saisonende 2016 zunächst ihre Karriere.
Im Februar 2017 wechselte sie zum insgesamt dritten Mal zum Kristianstads DFF.

### Nationalmannschaft
Edwards spielte seit dem Jahr 2005 für die U-17-, U-20- und U-23-Nationalmannschaft der USA. Mit der U-20 gewann sie die Weltmeisterschaft 2008, mit der U-23 das Vier-Nationen-Turnier 2011. Zudem wurde sie ab dem Jahr 2011 zu Trainingslagern der US-amerikanischen A-Nationalmannschaft eingeladen.

## Erfolge
- 2008: Gewinn der U-20-Weltmeisterschaft
- 2010: Gewinn der WPS-Meisterschaft mit dem FC Gold Pride
- 2011: Gewinn der WPS-Meisterschaft mit Western New York Flash
- 2011: Gewinn des Vier-Nationen-Turniers
- 2013: Gewinn der NWSL-Meisterschaft mit dem Portland Thorns FC